# دار الإسلام (مجلة)
مجلة دار الإسلام (بالفرنسية: Dar ِAl-Islam)‏
```
هي مجلة تصدر من 
مركز الحياة للإعلام
 التابع 
لتنظيم الدولة الإسلامية
، أنتجت المجلة بين عامي 2014 و2016 حيث صدر الإصدار العاشر والأخير من المجلة، قبل أن تحل 
مجلة رومية
 محلها. صدرت المجلة 
باللغة الفرنسية
 على شبكة 
الإنترنت
، حيث تنشر الأخبار والمقالات، وتضمنت أيضًا تعليقًا وثناءً على الهجمات التي نفذها تنظيم الدولة الإسلامية في 
فرنسا
 في تلك الأوقات مثل: 
هجمات يناير 2015 في فرنسا
 
وهجوم نيس 2016
.
[
1
]
[
2
]
[
3
]
```

## الإصدارات
أصدرت المجلة عشرة إصدارات بدأً من ربيع الأول 1436 هـ وحتى ذو القعدة 1437 هـ، وذلك قبل أن يحل محلها مجلة رومية.
| العدد | تاريخ الصدور        | عدد الصفحات |
| ----- | ------------------- | ----------- |
| 1     | ربيع الأول 1436 هـ  | 15          |
| 2     | ربيع الآخر 1436 هـ  | 14          |
| 3     | جمادى الأخر 1436 هـ | 32          |
| 4     | شعبان 1436 هـ       | 42          |
| 5     | شوال 1436 هـ        | 49          |
| 6     | ذو الحجة 1436 هـ    | 57          |
| 7     | صفر 1437 هـ         | 58          |
| 8     | ربيع الآخر 1437 هـ  | 114         |
| 9     | رجب 1437 هـ         | 78          |
| 10    | ذو القعدة 1437 هـ   | 58          |